# 四槓子
四槓子（スーカンツ）とは、麻雀における役のひとつ。役満。暗槓・明槓を問わず槓子を4つ作って和了った時に成立する。天和・九蓮宝燈と並び、麻雀で成立させることが最も難しい役とされる。

## 概要
4面子を全て槓子として晒すため、必ず裸単騎となる。四暗刻と同様に、使用する牌に一切の制約がないが、1人で4回も槓をすること自体が難しいうえ、残る単騎待ちの雀頭を揃えなくてはならないとあって、広く採用されている全ての役満の中でも、他の追随を許さないほど難しいと言われる。四槓子の下位役である三槓子ですら成立を阻害する要因が非常に多く（三槓子#成立を阻害する要因を参照）、役満並みに難しいため、ましてや四槓子がなおさら難しいのは言うまでもない。難易度の高さ、出現頻度の低さから「幻の役満」とも言われる。実際オンライン麻雀における集計では、広く採用されている11の役満のうち最も出現率の低い役であるとの結果が出ている。
1局内で4回の槓が発生した場合、その局は四開槓による途中流局となるルールが多いが、1人が4回の槓を行った場合は途中流局にはならず局が続行される。そのような状況、すなわち四槓子の聴牌者がいる状況では、他家は5回目の槓を行えない。4回の槓によって既に嶺上牌がないためである。ただし、5回目の槓を認め、それをもって流局とするルールも一部に存在する。
使用する牌が限定されないため、槓子を許容する様々な役満と複合できる。例えば、4面子全てを暗槓で構成すると、四暗刻単騎と複合する。国士無双、九蓮宝燈、天和、地和、人和とは複合しない。（天和・地和・人和は、副露や暗槓があると無効になる。）

## 歴史および原義の四槓子
古いルールや一部のルールでは、1人が4回の槓を成立させた時点で四槓子の和了と見なすという取り決めになっていることがある。その場合、雀頭は不要であり、4つ目の槓における嶺上の打牌を終え、それに他家からのロンが掛からなければ、その時点で四槓子の和了が成立する。これはいわゆるローカルルールではなく、四槓子の原義である。
そもそも中国の古い麻雀では、4回の槓をもって無条件に流局となった。すなわち1人で4つ槓を行おうが、複数人による四開槓であろうが、点棒の授受などは行わず次局に移った。しかし麻雀が日本に伝来し大正末期から昭和初期にかけて広く遊ばれるようになると、ルールが日本化される過程で細かい取り決めにも新案が取り込まれ、昭和22～23年頃には「1人で4回の槓を成した場合」を四開槓の特殊ケースとして特別に役満扱いするようになった。特殊な流局の際に点棒の授受を行うという点で、原義の四槓子は手役というより流し満貫の扱いに近い（他家の聴牌／不聴や、和了者の他役やドラを無効とする）。その後まもなく、雀頭を揃えないのに和了と見なすのはおかしいという考え方から、4回の槓の後さらに雀頭を作る必要があるとするルールに移っていった。戦後になって各種ルールブックもこれに従い、1950年代後半には通常の四面子一雀頭の役として定義付けられている。なお、古くからのルールを踏襲する一部の雀荘では、現在でも「四槓子は4つ目の槓が成立した時点で和了と認める、雀頭は揃えなくてもよい」としているケースが見られる。例えば任天堂からファミリーコンピュータ用ゲームソフトとして1983年に発売された麻雀では、雀頭が揃っていなくても和了が成立する。

## 牌姿の例
（例）この牌姿に限らず、四槓子は必ず裸単騎になる。
     和了              

## 四槓子の包
大四喜や大三元と並んで、四槓子には包則（パオ、パオそく）が適用される。例えば下図のように既に3つの槓子を晒している者に対し暗刻のを切った場合、おそらくこの三槓子テンパイ者は9割9分これを大明槓し、四槓子へ移行する。この時、を大明槓させたプレイヤーには包（パオ）が適用される。
（この牌姿でテンパイしている者に対しを切り、それを大明槓される）
四槓子がその後ツモ和了した場合は、包になった者の一人払い（責任払い）になる。ロン和了の場合は放銃者と包者の折半の支払いになる。役満祝儀の支払いもこれに準ずる。なお、4つ目の槓の成立をもって四槓子の和了とするルールの場合は、發の大明槓が完了した時点で、發を切った者の放銃として扱われる（もし上の牌姿のプレイヤーの河に西があったため振聴だった場合も、發を切った者の一人払いとして扱われるのかは取り決めによる）。
他家の四槓子を警戒するのであれば生牌を捨てることを避けるという手はあり、打ち手の意思で防ぐことが全くできないわけではない。しかしそれでも、大四喜や大三元とは異なり、四槓子は役の確定牌が自明ではない。そのため、四槓子においては包則を採用しない場合もある。